# Arne Aspelin
Stig Arne Ragnar Aspelin, född 28 maj 1911 i Helsingborgs stadsförsamling, död 8 september 1990 i Limhamns församling, Malmö, var en svensk konstnär.
Han var son till stewarden Hjalmar Aspelin och Anna Simonson; han gifte sig 1945 med Kerstin Thunell. Aspelin började arbeta som reklamtecknare och yrkeslitograf innan han studerade konst vid Skånska målarskolan i Malmö 1930 samt under studieresor till Tyskland och Frankrike. Han debuterade i en utställning med Skånes konstförening 1935 och medverkade därefter i föreningens höstutställningar regelbundet samt i olika samlingsutställningar på landsorten. Tillsammans med Gustaf Sjöö ställde han ut på Färg och Form i Stockholm 1938 och tillsammans med Gunnar Ekdahl i Ystad 1948. Hans konst består av stilleben, figurkompositioner, porträtt, gatuscener och landskapsmålningar i olja, akvarell eller tempera. Som illustratör illustrerade han Knut Larssons Röd lycta 1950 och för Södra teatern i Malmö utförde han några dekorationer för revyscenen. Arne Aspelin är representerad vid Malmö museum och Ystads konstmuseum. Han är gravsatt i minneslunden på Limhamns kyrkogård i Malmö.